# Rebecca Enonchong
Rebecca Enonchong (1967) es una emprendedora de Camerún especialista en tecnología, especialmente conocida por su trabajo en la promoción de la tecnología en África. La revista Forbes la clasificó en 2014 entre las 10 Mujeres Tech más relevantes de este continente.

## Biografía
Su padre Henry Ndifor Abi Enonchong es un conocido abogado camerunés.  En su adolescencia, residió en Estados Unidos con su familia. Mientras estudiaba, a los 15 años se dedicó a vender puerta a puerta suscripciones de periódicos. Dos años después, a los 17 ya era mánager de la empresa.
Formada en Camerún y Estados Unidos, lanzó su compañía, especializada en aplicaciones para empresas.
Estudió en la Universidad Católica de América, donde obtuvo un Bachelor of Science y también un Master of Science en Economía. Después de terminar sus estudios continuó trabajando para varias organizaciones, entre ellas el Banco Interamericano de Desarrollo (Bid) y Oracle Corporación. En 1999 fundó la sociedad AppsTech, en Bethesda en Maryland para crear aplicaciones empresariales. La empresa es socia Platinum de Oracle con clientes en más de 40 países. AppsTech ha abierto igualmente oficinas en varios países, entre ellas, en África, en Ghana en 2001 y en Camerún en 2002. Enonchong describe esta experiencia de Camerún como especialmente difícil.
En 2002, el Foro Económico Mundial de Davos, en Suiza la nombró « Global Líder for Tomorrow (GLT) » junto a otros líderes tecnológicos como Larry Page, cofundador de Google y Marc Benioff, director general de Salesforce.com.[cita requerida]
En 2013 fue finalista del premio « African digital woman award ». En marzo de 2014, Forbes la destacó entre las 10 « Mujeres Tech Fundadores a seguir en África ».
Enonchong ha pasado una gran parte de su carrera dedicada a la promoción de la tecnología en África. Ha sido fundadora y presidenta del Africa Technology Foro dedicada a apoyar la tecnología start-up en África.
Es miembro del consejo de administración de la Fundación Salesforce.com. Forma parte de la ejecutiva de VC4Africa, una de las comunidades en línea más grande en África, en la que participan emprendedores e inversores. Es miembro del UK Department for Internacional Development’s Digital Advisory Panel y ha trabajado con las Naciones Unidas en el marco del Women Global Advisory Committee y del United Naciones ICT Task Force.
En 2018 fue considerada por la revista Jeune Afrique entre los "50 africanos más influyentes".

## Reconocimientos
- Enterprise Africa – África Contratista Award (2001)
- Foro Económico mundial – Líder Mundial de Mañana (2002)
- Numérico de las Mujeres – Africanas de la Mujer Digital del Año Finalista (2013)
- WIE (las Mujeres, la Inspiración y la Cobertura de la Empresa)
- 2013 WIE África Power List[11]
- New African - 50 Mujeres emprendedoras destacadas 2013[12]
- Black Enterprise – 2014 Mujeres de Poder[13]
- Esto Actualidad África – 10-Africanos de hacer olas en la tecnología (2014)[14]
- Forbes – 10 Hembra Tech Fundadores De Mirar En África (2014)[5]